# Twierdzenie Newtona

Interpretacja graficzna twierdzenia Newtona

Twierdzenie Newtona – twierdzenie klasycznej geometrii euklidesowej sformułowane przez brytyjskiego matematyka i fizyka Izaaka Newtona w XVII wieku.

## Twierdzenie
W czworokącie opisanym na okręgu środki przekątnych są współliniowe ze środkiem okręgu.